# Muntanya de Sant Pau (Vilafranca del Penedès)
La Muntanya de Sant Pau és una serra situada als municipis de Vilafranca del Penedès i de Pacs del Penedès a la comarca de l'Alt Penedès, amb una elevació màxima de 302 metres.